# أسواق بغداد
تحتوي مدينة بغداد على مجموعة من الأسواق القديمة التاريخية التي يعود تاريخ بنائها إلى عهد الدولة العباسية أو الدولة العثمانية وكذلك تحتوي على مجموعة حديثة من الأسواق التي بنيت في العصر الحاضر ومنها:

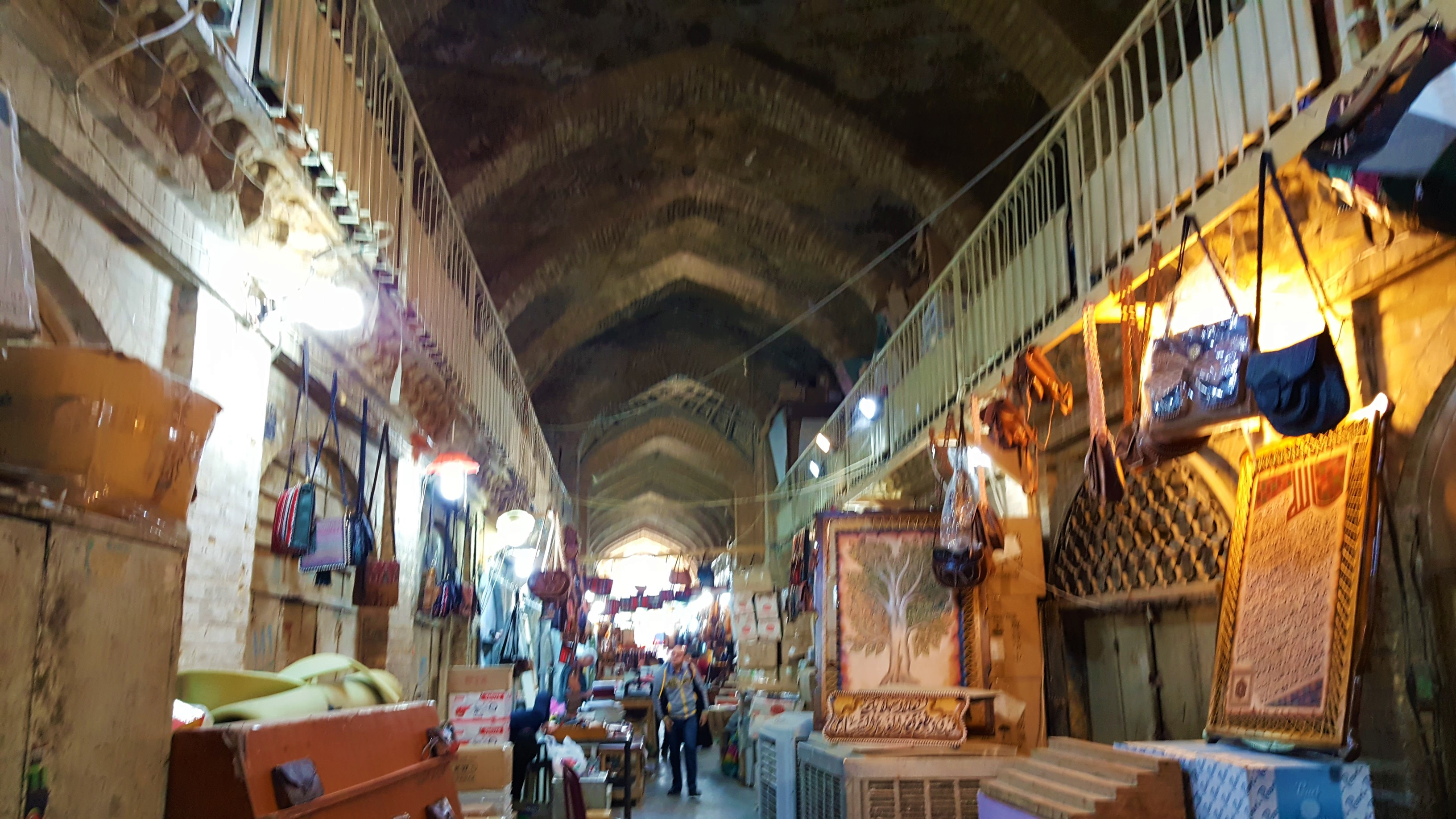
سوق السراجين المجاور لسوق السراي

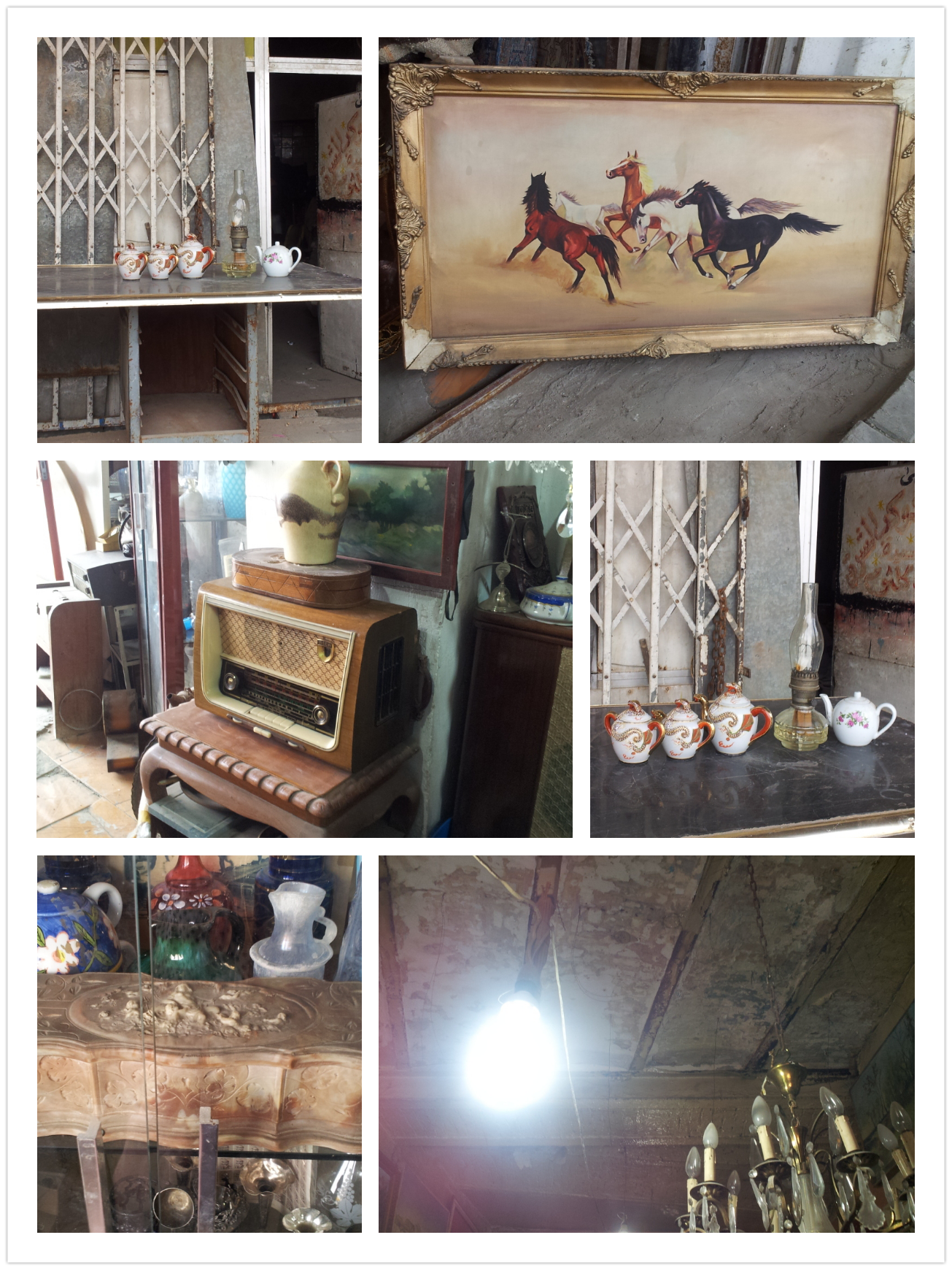
مجموعة ادوات قديمة وتحف في سوق هرج قرب شارع الرشيد

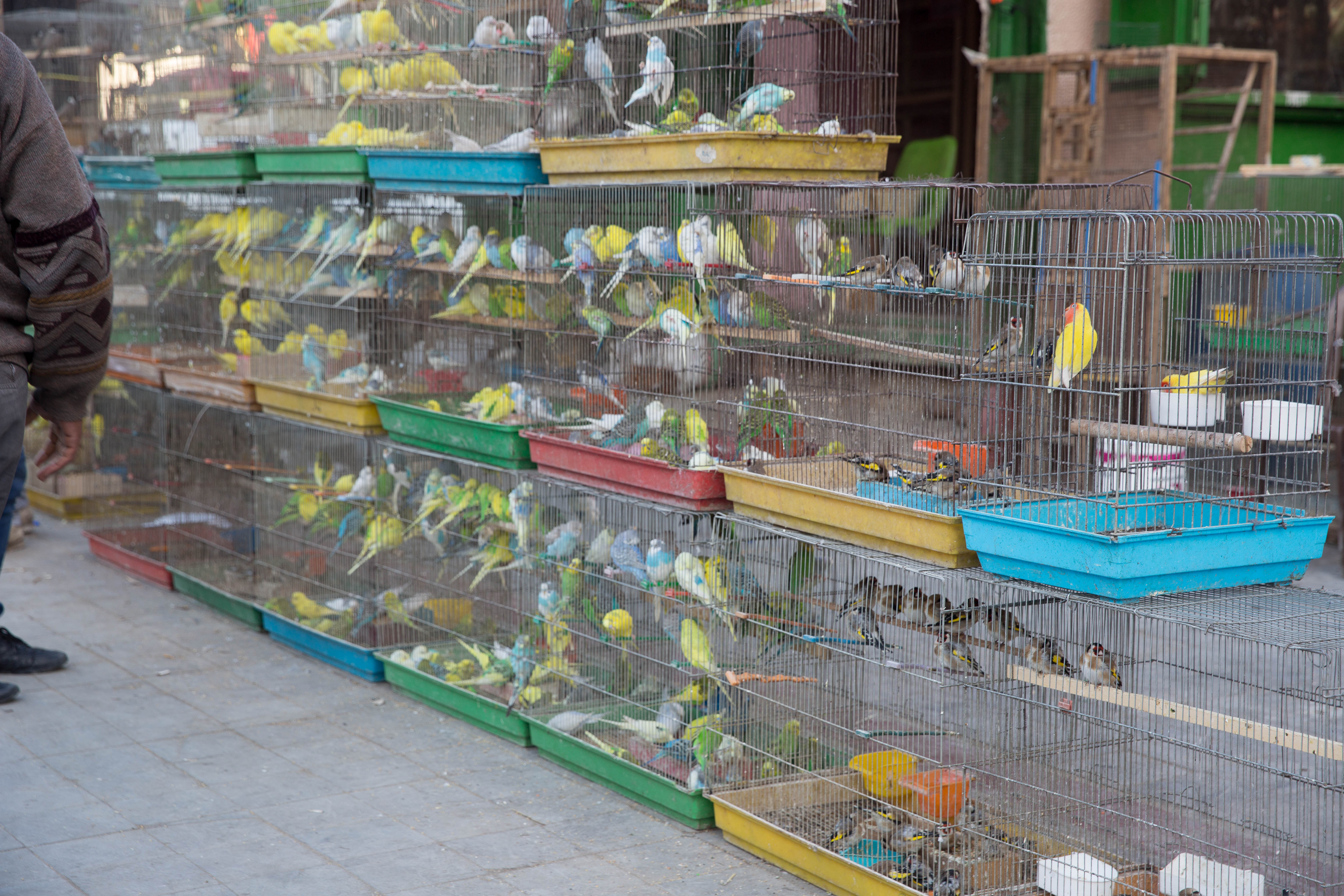
طيور للبيع في سوق الغزل حيث تباع فيه الحيوانات المنزلية الأليفة

- سوق السراي: ويقع هذا السوق في جانب الرصافة من العاصمة بغداد بالقرب من شارع الرشيد وفي نهاية شارع المتنبي، ويشتهر ويعرف هذا السوق بتجارة الدفاتر والأوراق والكتب المدرسية. ويباع مختلف أنواع القرطاسية من دفاتر وأقلام وأدوات مكتبية. وتشتهر المحلات ببيع أنواع القرطاسية على جانبي هذا السوق الذي لا يتعدّى طوله 300 متر ولا يزيد عرض ممر المشاة فيه عن ثلاثة أمتار. وهو امتداد لسوق شارع المتنبي وسوق هرج في الميدان، ويعتبر سوق السراي من أقدم الأسواق في بغداد. ولقد تزامن بناؤه مع بناء جامع الوزير حسن باشا، ابن الوزير محمد باشا عام 1660م. والسوق مجاور لسوق السراجين وكانت تسميته مقترنة بوظيفته الجغرافية ولم يكن حتى ذاك الوقت قد امتلك شخصية سوق المكتبات والوراقين، بل كان معنيا بالخدمات المرتبطة بأعمال الموظفين والمراجعين لدوائر الحكومة.
- سوق الشورجة: من أسواق بغداد القديمة والمشهورة حيث يعود تاريخ بنيانه إلى عهد الدولة العباسية، ويمتد موقعه القديم من شارع الكفاح ثم شارع الجمهورية ولغاية موقع جامع مرجان في شارع الرشيد.[1]
- سوق الصفافير : هو سوق ترجع تسميته بهذا الاسم نسبة للصفر (معدن النحاس)، حيث يشتهر هذا السوق بصناعة الصحون والأواني المنزلية وأباريق الشاي والكاسات والملاعق، وإطارات الصور، والفوانيس النحاسية والنقش عليها. ويقع سوق الصفافير في بغداد وهو عبارة عن مجموعة من المحلات المنتشرة في الأزقّة الضيقة الواقعة في منطقة باب الآغا قريبا من الشورجة في شارع الرشيد مقابل مبنى جامع مرجان، وتباع فيهِ المصنوعات والأدوات النحاسية. ويعتبر سوق الصفافير من الأسواق القديمة في بغداد التي يعود تاريخها لعصر الخلافة العباسية وهي كانت قديماً سوقاً قائمة في درب المسعودة في محلة سوق الثلاثاء، لتوفير احتياجات طلاب المدرسة النظامية والمدرسة المستنصرية.
- سوق الغزل: هو سوق معروف في بغداد يقع قرب جامع الخلفاء في الشورجة، وسوق الغزل كان ولا يزال سوقاً غريبة عجيبة، فهي تحوي محال صغيرة لبيع الحبوب الجافة والبقوليات والأعشاب ومحال أخرى لبيع الطيور الأليفة وبعض الطيور البرية النادرة كالصقور والطواويس بالإضافة إلى الكلاب النادرة، وأسماك الزينة، وتقع في منتصف السوق منارة ومئذنة سوق الغزل في جامعها القديم، والذي يعرف بجامع الخليفة.
- سوق هرج: هو سوق معروف في وسط مدينة بغداد لبيع الأدوات المستعملة والأغراض القديمة جداً والتي تكون ذات قيمة تاريخية أثرية، وقد تجد هناك فيه كل نادر وغريب وما لا تجده في غيره من الأسواق. وفيهِ الكثير من التحف الفنية الراقية ويرتاده الناس لانخفاض أسعار بضائعه. ويختص هذا السوق بافتتاح خاص يوم الجمعة حيث يكثر فيه الباعة والمتسوقون. 
ويرجع تاريخ بناء هذا السوق إلى عهد الدولة العثمانية حيث شقَّ الوالي العثماني ناظم باشا شارعاً سمي باسم شارع (خليل باشا جاده سي) على اسم خليل باشا حاكم بغداد عام 1910م، ثم سمي باسم شارع الرشيد، وسمّي السوق باسم سوق الميدان وهي التسمية العربية القديمة لهُ، وأقدم من التسمية التركية (سوق هرج)، والتي تعني الفوضى وعدم النظام. ولقد غنت المغنية المعروفة أم كلثوم فيهِ عام 1935م، عندما قدمت إلى بغداد.
- سوق  الدورة: هو سوق يقع في منطقة الدورة جنوب بغداد.
- سوق السمجة : من أشهر أسواق قضاء الأعظمية في سبع أبكار.

## أسواق حديثة
- سوق مريدي: هو سوق شعبي يقع في الجانب الشرقي من مدينة بغداد، عاصمة العراق في منطقة مدينة الصدر وتحديدا في شارع يسمى شارع الجوادر وبين تقاطعي شارع الكيارة وشارع الشركة حيث يعادل طوله حوالي ثلاث قطاعات من قطاعات المدينة البالغ عددها 80 قطاعا أي ما يساوي 1500 متر بعرض 100 متر تقريبا وهو مستمر بالتوسع. ويختص هذا السوق ببيع مختلف الحاجيات ومن ضمنها الأشياء المسروقة والممنوعة. ولقد تأسس السوق بعد إنشاء مدينة الصدر بحوالي عشرة سنوات أي تقريبا في عام 1972م. وسمي بسوق مريدي نسبة إلى صاحب أول محلات بنيت في هذا السوق وكان يسمى مريدي.
- ماكسي مول: هي شركة تعمل في صناعة الملابس، لديها 43 متجراً في كل من تركيا والعراق، وتحتوي على العديد من العلامات التجارية الشهيرة. ويقع متجرها الذي في بغداد في منطقة المنصور.
- بغداد مول: مُجمع تسوق تجاري يقع في العاصمة العراقية بغداد في منطقة الحارثية عند تقاطع دمشق مع شارع الكندي. ويُعد من أكبر مجمعات التسوق في مدينة بغداد. يبنى على أرض مساحتها 80,000 م2، بمساحة بناء 60,000 م2، ويحتوي على؛ مجمع تسوق (4 طوابق، 18،000م2)،[2] فندق ريحان روتانا (32 طابق)،[3] مستشفى تديره دبلن هيلث للخدمات الطبية،[4] موقف سيارات (10 طوابق، يسع 1000 سيارة). يشغل مركز التسوق في بغداد مول أربعة طوابق على مساحة 18،000م2 ويحتوي على أكثر من 100 محل وأسواق مركزية من ضمنها محال ألبسة، مجوهرات الكترونيات ومطاعم[2]

مول المنصور

- مول المنصور: مُجمع تسوق تجاري يقع في العاصمة العراقية بغداد في حي المنصور.[3] ويُعد من أكبر مجمعات التسوق في مدينة بغداد، افتتح في 16 مايو، 2013. كلف إنشاؤه 35 مليون دولار أمريكي،[5] ويتكوّن من 4 أربعة طوابق على مساحة 32,000 ألف متر مربع[6] ويحتوي على أكثر من 170 محل تجاري،[4] وعدة علامات تجارية من محلات ألبسة، إلكترونيات ومطاعم، مثل سلسلة مطاعم الوجبات السريعة العالمية هارديز، وماركة إل سي وايكيكي للألبسة.
- بابليون مول: مُجمع تسوق تجاري يقع في العاصمة العراقية بغداد في حي المنصور قرب السفارة الروسية، تنفذ بنيانه شركة الظل العربي[7] التابعة لمجموعة التهادي التجارية. يبنى المجمع على مساحة 4000م2 وبارتفاع سبعة طوابق بمساحة بناء تصل إلى 3500م2 لكل طابق.[8][9] يتميز بتصميمه المستوحى من الحضارة والآثار البابلية

- مول النخيل: وهو من الأسواق الحديثة في جانب الرصافة من بغداد ولقد نفذتهُ وبنته شركة دورشستر العقارية البريطانية، ويتكوّن السوق من ثلاث طوابق إضافة إلى موقف للسيارات بسعة 150 سيارة، ويقع السوق في شارع فلسطين في منطقة زيونة.
- تاون سنتر مول: مُجمع تسوق تجاري قيد الإنشاء يقع في العاصمة العراقية بغداد في حي المنصور مجاور المنصور مول. تبلغ مساحته 15,000م2، ويحتوي على ستة طوابق، تبلغ مساحة كل طابق 2000م2 ويحتوي المول على أكبر وأعلى كرة زجاجية في العراق بنيت بالواجهة الخارجية للمول ويبلغ ارتفاعها أكثر من 30 متر عن الأرض وتبلغ مساحتها 470م2.[10]